# Lista de prefeitos de Santa Luzia (Minas Gerais)
Esta é uma lista de prefeitos e vice-prefeitos do município de Santa Luzia, estado brasileiro de Minas Gerais.
Compreende todas as pessoas que tomaram posse definitiva da chefia do executivo municipal em Santa Luzia e exerceram o cargo como prefeitos titulares, além de prefeitos eleitos cuja posse foi em algum momento prevista pela legislação vigente. Prefeitos em exercício que substituíram temporariamente o titular não são considerados para a numeração mas estão citados em notas, quando aplicável.
O cargo de prefeito no Brasil, foi criado em 11 de abril de 1835, pela assembleia provincial paulista, em reação aos amplos poderes conferidos pelo Código de Processo Criminal de 1832 às câmaras municipais. Seguiram o exemplo paulista seis províncias do nordeste brasileiro (Alagoas, Ceará, Maranhão, Paraíba, Pernambuco e Sergipe).
Sob a vigente ordem constitucional, essa designação é dada ao funcionário público do Poder Executivo municipal, que exerce seu cargo em função de uma legislatura (mandato), sendo para tanto eleito a cada quatro anos, podendo ser reeleito por mais 4 anos (segundo mandato).
Funções
O poder executivo municipal chefia a administração e comanda os serviços públicos, tendo como comandante o prefeito.
A partir da constituição brasileira de 1934, o cargo de prefeito passou a ser o único, em todo o Brasil, ao qual estão atribuídas as funções de chefe do poder executivo do governo local, em simetria aos chefes dos executivos da União e do estado, portanto, em forma monocrática. Este texto quer dizer que deverá haver harmonia e integração de ação entre as esferas envolvidas sem a intervenção de uma na outra, exceto nos casos previstos na Constituição Federal.
Eleições
O prefeito é eleito por sufrágio universal, secreto, direto, em pleito simultâneo em todo o País, realizado a cada quatro anos, no primeiro domingo de outubro.
E trinta dias após tem lugar o segundo turno, se o eleito em primeiro lugar não atingir 50% dos votos válidos mais um voto, no caso de municípios com mais de duzentos mil eleitores.
Conforme a legislação eleitoral atual no Brasil para tornar-se elegível, exige-se uma série de requisitos;
- Possuir nacionalidade brasileira ou portuguesa (neste caso, o cidadão português deve se encontrar amparado pelo Estatuto de Igualdade entre Portugueses e Brasileiros),
- Título de eleitor em dia e estar em gozo pleno do exercício dos direitos políticos,
- Domicilio eleitoral na circunscrição na qual o candidato se apresenta,
- Filiação partidária,
- Ser alfabetizado (tópico invalidado pela atual constituição brasileira de 1988),
- Desincompatibilização de cargo público — Se ocupa um cargo público deve sair seis meses antes das eleições e voltar caso possa só após seis meses ao pleito eleitoral,
- Renúncia de outro mandado até seis meses antes do pleito e não ser parente afim ou consangüíneo, até segundo grau, ou cônjuge de titular de cargo eletivo; pode, entretanto, ser candidato à reeleição (artigo 14 da Constituição),
- Ter idade mínima de 21 anos.

Desde janeiro de 2025 o prefeito de Santa Luzia é Paulo Bigodinho, do Partido Avante, eleito em sufráfio universal de 2024.

## Lista de prefeitos de Santa Luzia
| Nº | Prefeito                        | Imagem                      | Partido                                          | Vice-Prefeito                         | Início do mandato       | Fim do mandato         | Eleição em                                                  | Observações                                                                              |
| 1  | Modestino Gonçalves             |                             | Partido Nacionalista Mineiro PNM                 | —                                     | 21 de dezembro de 1930  | 27 de julho de 1936    | —                                                           | Prefeito nomeado                                                                         |
| 2  | Emílio Bernardo Zeymer          |                             | Partido Republicano Mineiro PRM                  | —                                     | 27 de julho de 1936     | 7 de fevereiro de 1939 | 7 de julho de 1936 (Eleição de vereadores)                  | Prefeito nomeado pela mesa diretora da Câmara Municipal                                  |
| 3  | Francisco Lucindo Júnior        |                             | Partido Progressista PP                          | —                                     | 8 de fevereiro de 1939  | 31 de janeiro de 1945  | —                                                           | Prefeito nomeado                                                                         |
| 4  | Ari Teixeira da Costa           |                             | Partido Progressista PP                          | —                                     | 1º de fevereiro de 1945 | 31 de dezembro de 1946 | —                                                           | Prefeito nomeado                                                                         |
| 5  | Antônio Barbosa Otoni           |                             | Partido Social Democrático PSD                   | —                                     | 1º de janeiro de 1947   | 30 de abril de 1947    | —                                                           | Prefeito nomeado                                                                         |
| 6  | José Sotero Diniz               |                             | Partido Social Democrático PSD                   | —                                     | 1º de maio de 1947      | 31 de janeiro de 1948  | —                                                           | Prefeito nomeado                                                                         |
| 7  | Antônio de Castro e Silva       |                             | União Democrática Nacional UDN                   | Oscar Nogueira (PSP)                  | 1º de fevereiro de 1948 | 31 de janeiro de 1951  | 23 de novembro de 1947                                      | Prefeito e vice eleitos em sufrágio universal                                            |
| 8  | Raul Teixeira da Costa Sobrinho |                             | Partido Social Democrático PSD                   | Francisco Assis Moreira (PSP)         | 1º de fevereiro de 1951 | 31 de janeiro de 1955  | 3 de outubro de 1950                                        | Prefeito e vice eleitos em sufrágio universal                                            |
| 9  | Antônio Roberto de Almeida      |                             | Partido Trabalhista Brasileiro PTB               | Reginaldo Lima Nascimento (PTN)       | 1º de fevereiro de 1955 | 31 de janeiro de 1959  | 3 de outubro de 1954                                        | Prefeito e vice eleitos em sufrágio universal                                            |
| 10 | Raul Teixeira da Costa Sobrinho |                             | Partido Social Democrático PSD                   | Fernando Fonseca Huergo (PSD)         | 1º de fevereiro de 1959 | 31 de janeiro de 1963  | 3 de outubro de 1958                                        | Prefeito e vice eleitos em sufrágio universal                                            |
| 11 | José Simões Filho               |                             | Partido Social Democrático PSD                   | João Bosco Tibúrcio de Oliveira (PSD) | 1º de fevereiro de 1963 | 31 de janeiro de 1967  | 7 de outubro de 1962                                        | Prefeito e vice eleitos em sufrágio universal                                            |
| 12 | Oswaldo Ferreira                |                             | Aliança Renovadora Nacional ARENA                | Paulo Breitschaft (ARENA)             | 1° de fevereiro de 1967 | 31 de janeiro de 1971  | 15 de novembro de 1966                                      | Prefeito e vice eleitos em sufrágio universal                                            |
| 13 | João Bosco Tibúrcio de Oliveira |                             | Aliança Renovadora Nacional ARENA                | Walter Luiz da Silva (ARENA)          | 1º de fevereiro de 1971 | 31 de janeiro de 1973  | 15 de novembro de 1970                                      | Prefeito e vice eleitos em sufrágio universal                                            |
| 14 | Oswaldo Ferreira                |                             | Aliança Renovadora Nacional ARENA                | Antônio Teixeira da Costa (ARENA)     | 1º de fevereiro de 1973 | 31 de janeiro de 1977  | 15 de novembro de 1972                                      | Prefeito e vice eleitos em sufrágio universal                                            |
| 15 | Antônio Teixeira da Costa       |                             | Partido Democrático Social PDS                   | José Olímpio da Silva (PDS)           | 1º de fevereiro de 1977 | 4 de abril de 1982     | 15 de novembro de 1976                                      | Prefeito e vice eleitos em sufrágio universal                                            |
| 16 | José Olímpio da Silva           |                             | Partido Democrático Social PDS                   | —                                     | 5 de abril de 1982      | 31 de janeiro de 1983  | —                                                           | Vice-prefeito eleito no cargo de titular                                                 |
| 17 | Rui Avelar de Souza             |                             | Partido do Movimento Democrático Brasileiro PMDB | Paulo Roberto Cerri (PMDB)            | 1º de fevereiro de 1983 | 31 de dezembro de 1988 | 15 de novembro de 1982                                      | Prefeito e vice eleitos em sufrágio universal                                            |
| 18 | Antônio Teixeira da Costa       |                             | Partido da Frente Liberal PFL                    | José Olímpio da Silva (PDS)           | 1º de janeiro de 1989   | 31 de dezembro de 1992 | 15 de novembro de 1988                                      | Prefeito e vice eleitos em sufrágio universal                                            |
| 19 | Wilson de Souza Vieira          |                             | Partido Trabalhista Brasileiro PTB               | Manoel Ângelo Rugero (PST)            | 1º de janeiro de 1993   | 31 de dezembro de 1996 | 3 de outubro de 1992                                        | Prefeito e vice eleitos em sufrágio universal                                            |
| 20 | Carlos Alberto Parrillo Calixto |                             | Partido da Frente Liberal PFL                    | José Raimundo Delgado (PFL)           | 1º de janeiro de 1997   | 31 de dezembro de 2000 | 3 de outubro de 1996                                        | Prefeito e vice eleitos em sufrágio universal                                            |
| 20 | Carlos Alberto Parrillo Calixto | 1º de janeiro de 2001       | Partido da Frente Liberal PFL                    | José Raimundo Delgado (PFL)           | março de 2004           | 1 de outubro de 2000   | Prefeito reeleito renunciou ao mandato                      |                                                                                          |
| 21 | José Raimundo Delgado           |                             | Partido da Frente Liberal PFL                    | —                                     | março de 2004           | 31 de dezembro de 2004 | —                                                           | Vice-prefeito eleito no cargo de titular                                                 |
| 21 | José Raimundo Delgado           | Ocimar Carmo da Silva (PTN) | Partido da Frente Liberal PFL                    | 1º de janeiro de 2005                 | 31 de dezembro de 2008  | 3 de outubro de 2004   | Prefeito e vice eleitos em sufrágio universal               |                                                                                          |
| 22 | Gilberto da Silva Dorneles      |                             | Partido do Movimento Democrático Brasileiro PMDB | Aguinaldo Campos da Costa (PSDB)      | 1º de janeiro de 2009   | 31 de dezembro de 2012 | 5 de outubro de 2008                                        | Prefeito e vice eleitos em sufrágio universal                                            |
| 23 | Carlos Alberto Parrillo Calixto |                             | Partido Socialista Brasileiro PSB                | Roseli Pimentel (PP)                  | 1º de janeiro de 2013   | 6 de janeiro de 2016   | 7 de outubro de 2012                                        | Prefeito e vice eleitos em sufrágio universal Prefeito eleito falecido durante o mandato |
| 24 | Roseli Pimentel                 |                             | Partido Socialista Brasileiro PSB                | —                                     | 6 de janeiro de 2016    | 31 de dezembro de 2016 | —                                                           | Vice-prefeita eleita no cargo de prefeita                                                |
| 24 | Roseli Pimentel                 | Fernando Cesar Vieira (PRB) | Partido Socialista Brasileiro PSB                | 1º de janeiro de 2017                 | 07 de junho de 2017     | 2 de outubro de 2016   | Prefeita reeleita e vice eleito mandato cassado pelo TRE-MG |                                                                                          |
| —  | Sandro Coelho                   |                             | Partido Socialista Brasileiro PSB                | —                                     | 07 de junho de 2017     | 13 de julho de 2018    | —                                                           | Presidente da Câmara assumindo interinamente                                             |
| 25 | Delegado Christiano Xavier      |                             | Partido Social Democrático PSD                   | Pastor Sérgio (PSL)                   | 13 de julho de 2018     | 31 de dezembro de 2020 | 24 de junho de 2018 (suplementar)                           | Prefeito e vice eleitos em sufrágio suplementar em eleições de 24.06.2018                |
| 25 | Delegado Christiano Xavier      | Pastor Sérgio (PSD)         | Partido Social Democrático PSD                   | 1º de janeiro de 2021                 | 31 de março de 2022     | 15 de novembro de 2020 | Prefeito e vice eleitos em sufrágio universal               |                                                                                          |
| 26 | Pastor Sérgio                   |                             | Partido Social Democrático PSD                   | —                                     | 31 de março de 2022     | 31 de dezembro de 2024 | —                                                           | Vice-prefeito eleito no cargo de titular                                                 |
| 27 | Paulo Bigodinho                 |                             | Avante PSB                                       | Ilacir Bicalho (Republicanos)         | 1º de janeiro de 2025   | Atual                  | 6 de outubro de 2020                                        | Prefeito e vice eleitos em sufrágio universal                                            |